# City-Pier-City Loop 1981
De zevende editie van de City-Pier-City Loop vond plaats op zondag 28 maart 1981.
De winnaar bij de mannen was voor de derde maal op rij de Noor Øyvind Dahl. Ditmaal finishte hij in 1:02.46 slechts zes seconden voor zijn achtervolger Zbigniew Pierzynka uit Polen. De Duitser Michael Spöttel werd derde in 1:04.25. Snelste Nederlander was Barry Kneppers (AAC) in 1:05.37 en een elfde plaats. Lange tijd liep de Schot John Graham aan kop van de wedstrijd met een voorsprong van vijftien seconden. Doordat de organisatie hem in de Scheveningse duinen de verkeerde kant opstuurde en pas na 400 meter terug riep, was er van zijn voorsprong niets meer over. Hij finishte uiteindelijk op een teleurstellende tiende plaats.
Bij de vrouwen besliste de Nederlandse Ine Valentin de wedstrijd in 1:24.31.

## Uitslagen

### Mannen
| rang   | naam               | land | tijd     |
| ------ | ------------------ | ---- | -------- |
| Goud   | Øyvind Dahl        | NOR  | 1:04.18  |
| Zilver | Zbigniew Pierzynka | POL  | 1:04.24  |
| Brons  | Michael Spöttel    | GER  | 1:04.25  |
| 4      | Michelangelo Arena | ITA  | 1:04.26  |
| 5      | Ryszard Marczak    | POL  | 1:04.28  |
| 6      | Ieuan Ellis        | WAL  | 1:04.35  |
| 7      | Jan Fjaerestad     | NOR  | 1:05.05  |
| 8      | Michael Gratton    | ENG  | 1:05.08  |
| 9      | David Cannon       | ENG  | 1:05.09  |
| 10     | John Graham        | SCO  | 1:05.13  |
| 11     | Barry Kneppers     | NED  | 1:05.37  |
| 12     | Jarl-Gaute Aase    | NOR  | 1:05.59  |
| 13     | R. Miller          | GER  | 1:06.04  |
| 14     | Cor Vriend         | NED  | 1:06.07  |
| 15     | Günther Mielke     | GER  | 1:06.18  |
| 18     | Alessio Faustini   | ITA  | 1:06.48  |
| 19     | Rudi Verriet       | NED  | onbekend |
| 21     | Stefano Brunetti   | ITA  | 1:07.34  |
| 24     | Roelof Veld        | NED  | onbekend |

### Vrouwen
| rang   | naam             | land | tijd    |
| ------ | ---------------- | ---- | ------- |
| Goud   | Ine Valentin     | NED  | 1:24.31 |
| Zilver | M. Hoogerhoud    | NED  | 1:26.36 |
| Brons  | Plonie Scheringa | NED  | 1:29.38 |
| 4      | Tine Bronswijk   | NED  | 1:29.58 |
| 5      | F. Groen         | NED  | 1:33.25 |

1975 ·
1976 ·
1977 ·
1978 ·
1979 ·
1980 ·
1981 ·
1982 ·
1983 ·
1984 ·
1985 ·
1986 ·
1987 ·
1988 ·
1989 ·
1990 ·
1991 ·
1992 ·
1993 ·
1994 ·
1995 ·
1996 ·
1997 ·
1998 ·
1999 ·
2000 ·
2001 ·
2002 ·
2003 ·
2004 ·
2005 ·
2006 ·
2007 ·
2008 ·
2009 ·
2010 ·
2011 ·
2012 ·
2013 ·
2014 ·
2015 ·
2016 ·
2017 ·
2018 ·
2019 (afgelast) ·
2020 ·
2021 (afgelast) ·
2022 ·
2023 ·
2024